# Ida Jacobsson
Ida Jacobsson, född Lamberg 1839 i Stockholm, död 6 november 1863 i Paris, svensk operasångare (sopran) och skådespelare aktiv i Finland.
Jacobsson var elev till Isidor Dannström och 1860 medlem i Pierre Delands teatersällskap. Hon var gift med pianisten Filip Jakobsson. Jacobsson deltog i flera sångroller under sällskapets vistelse i Helsingfors och blev stadens stora operastjärna då Svenska Teatern i Helsingfors grundades 1860, och där Delands sällskap utgjorde dess första personal 1860-61. Hon studerade sedan under Masset i Paris, innan hon 1863 åter engagerades i Helsingfors. När teatern i Helsingfors brann ned 1863, återvände hon till studierna hos Masset i Paris. Hon insjuknade och avled strax innan hon hann sjunga inträdesprovet inför konservatoriets direktörer.